# Ugoda zborowska
Ugoda zborowska została zawarta między Rzeczpospolitą i Kozakami 17 sierpnia 1649, po stoczeniu bitwy pod Zborowem, gdy wojskom koronnym nie udało się przyjść z odsieczą oblężonemu przez Kozaków i Tatarów Zbarażowi w czasie powstania Chmielnickiego na Ukrainie.
Na mocy zawartego porozumienia z Rzecząpospolitą
- zwiększono rejestr kozacki z 6 do 40 tysięcy żołnierzy,
- w 3 województwach kozackich: kijowskim, bracławskim i czernihowskim urzędy miała pełnić tylko szlachta prawosławna,
- wojska koronne oraz Żydzi nie miały mieć wstępu do miast, gdzie stacjonowały kozackie pułki rejestrowe,
- Hetmanem wojska zaporoskiego został Bohdan Chmielnicki,
- zgodzono się przyznać miejsce w Senacie prawosławnemu metropolicie kijowskiemu,
- Czehryń został przypisany do Buławy Wojska Zaporoskiego, którą otrzymał Starszy Wojska Zaporoskiego Bohdan Chmielnicki,
- zabroniono powrotu duchowieństwa unickiego na ziemie Hetmanatu (województwa czernihowskie, kijowskie, bracławskie),
- pozwolono Tatarom na splądrowanie Podola i Bracławszczyzny w drodze powrotnej na Krym,
- Rzeczpospolita zgodziła się na zapłatę 200 tysięcy talarów okupu chanowi krymskiemu Islamowi III Girejowi,
- jezuici oraz Żydzi mieli zostać usunięci z województw: bracławskiego, kijowskiego i czernihowskiego[2],
- ogłoszono amnestię dla powstańców.

W listopadzie 1649 sejm ratyfikował tę ugodę, jednak niezaakceptowana przez polskich senatorów duchownych, magnatów, a także poruszoną powstaniem ludność ruską, nigdy nie weszła w życie.